# Brachiodonte
Il termine brachiodonte (o brachidonte) si riferisce a un tipo di dentatura degli animali, in particolare nei mammiferi. Le caratteristiche dei molari e dei premolari brachiodonti sono la corona bassa, la radice chiusa e l'accrescimento limitato. Al termine di quest'ultimo, la cavità della polpa viene quasi completamente chiusa, lasciando solo un piccolo forame per l'apporto nutritivo della polpa (dal greco brachy, "corto" e odous-odontos, "dente")..